# Diyarbakır (district)
Diyarbakır (Koerdisch: Amed) is een Turks district in de provincie Diyarbakır en telt 826.414 inwoners (2007). Het district heeft een oppervlakte van 2326,9 km². De hoofdstad is Diyarbakır, waar het grootste deel van de inwoners van het district wonen.
De bevolkingsontwikkeling van het district is weergegeven in onderstaande tabel.
| 1997    | 2000    | 2007    |
| ------- | ------- | ------- |
| 630.165 | 721.463 | 826.414 |